# Bunzaburō Kawagishi
Bunzaburō Kawagishi (川岸 文三郎, Kawagishi Bunzaburō) (1er janvier 1882 - 16 juin 1957) est un lieutenant-général de l'armée impériale japonaise.

## Biographie
Natif de la préfecture de Gunma, Kawagishi sort diplômé de la 15e promotion de l'académie de l'armée impériale japonaise en 1903. Il sert comme sous-lieutenant dans le 3e régiment d'infanterie durant la guerre russo-japonaise (1904-05). En novembre 1911, il sort diplômé de la 23e promotion de l'école militaire impériale du Japon. Il sert dans l'état-major de l'armée japonaise de garnison de Chine, l'état-major de l'armée impériale japonaise, le 2e régiment de la garde impériale du Japon, l'armée japonaise du Guandong, et la 1re division jusqu'en février 1924 quand il est nommé aide de camp de l'empereur du Japon. Kawagishi est brièvement placé dans la réserve puis rappelé en 1929 pour prendre le commandement du 1er régiment de la garde impériale. Il est promu général de brigade en août 1931 et sert de nouveau comme aide de camp de l'empereur Hirohito jusqu'en 1934. Il est ensuite commandant de la 11e brigade mixte indépendante de 1935 à 1936 et est nommé à la tête de la 20e division en Corée plus tard dans l'année.
Après l'incident du pont Marco-Polo et le début de la seconde guerre sino-japonaise, Kawagishi est déployé avec sa division dans le nord de la Chine et participe à l'opération de la voie ferrée Pékin-Hankou comme unité de l'armée régionale japonaise de Chine du Nord. Il retourne au Japon en 1938 pour devenir commandant-en-chef de l'armée du district de l'Est jusqu'en 1939 quand il se retire. Sa tombe se trouve au cimetière de Tama à Tokyo.